# Sklopka
Sklopka je strojni element za povezavo dveh gredi, prek katerih se prenaša navor oz. (vrtilna) moč. Preproste sklopke (mufna, tuljčna, ploščna, objemna) trdno spajata dve gredi; takšen spoj lahko (v nasprotju z zvarjenim 
spojem) razstavimo. Sklopke za sklapljanje omogočajo vzpostavitev ali prekinitev zveze med gredema tudi med vrtenjem gredi. Pri nekaterih sklopkah (npr. parkljasti sklopki) morata biti hitrosti pogonske in gnane gredi enaki, pri drugih (npr. tornih sklopkah) pa se lahko zelo razlikujeta. Zobate sklopke imajo na obodu ali konceh gredi zobce. Ti se prilegajo drug drugemu in prenašajo moč. Elastične sklopke se uporabljajo za skapljanje gredi, ki se v začetku vrtita z razl. hitrostjo, nato pa se sčasoma uskladita; gumijast ali prožen jeklen vložek prestreza sunkovite obremenitve zaradi spreminjanja vrtilne hitrosti. Pri torni sklopki si nasproti stojita dve vzporedni torni kolesi. Med njima je nameščena lamelna plošča (enoploščna suha sklopka), prekrita s torno oblogo; povečuje trenje, obenem pa varuje kolesi pred obrabo. Močna vzmet z veliko silo pritiska kolesi ob lamelno ploščo in pri tem ustvarja dovolj veliko trenje, da plošča ne spodrsava. Eno kolo je spojeno s pogonsko, drugo pa z gnano gredjo. Z močnim pritiskom (mehansko, električno, pnevmatsko ali 
hidravlično) se kolesi razmakneta, prenos moči pa se prekine. Pri večploščnih tornih sklopkah, namenjenih prenosu večjih moči, je vzporedno nameščenih več tankih jeklenih plošč; pri sklopljeni sklopki so pritisnjene druga ob drugo. Pri elektromagnetni lamelni sklopki silo trenja ustvari močan elektromagnet; silo je mogoče regulirati z jakostjo toka, ki teče skozi tuljave magneta. 
Hidravlična sklopka ima dve turbinski kolesi z lopaticami; kolesi sta v hermetičnem ohišju, napolnjenem s hidravlično tekočino. Eno kolo je pritrjeno na pogonsko gred in ustvarja močan tok tekočine. Ta zadeva v lopatice drugega kolesa in poganja gnano gred. Viskosklopke so napolnjene s tekočino; ta pod vplivom električnega polja spreminja viskoznost; prenos moči je odvisen od viskoznosti tekočine. V nekaterih sklopkah je namesto viskozne tekočine olje z dodatkom jeklenega prahu; ta pod vplivom elektromagnetnega polja »otrdi« in prenaša navor, sicer pa se zmehča. 
Enosmerne sklopke prenašajo navor samo s pogonske na gnano gred, v nasprotno smer pa ne (sklopka za prosti tek). Centrifugalne sklopke spojijo gredi, če se pogonska gred vrti z dovolj veliko hitrostjo, ali pa spoj prekinejo, ko hitrost gnane gredi preseže določeno mejo; mednje sodita naletna sklopka in zagonska sklopka. Varnostne sklopke se razklopijo, če je obremenitev pogonske gredi prevelika.